# Indicatif régional 212

Carte de l'État de New York (en bleu et rouge) avec les territoires de ses indicatifs régionaux. Le territoire de l'indicatif régional 212 est en rouge.

L'indicatif régional 212 est l'un des multiples indicatifs téléphoniques régionaux de l'État de New York aux États-Unis.
Cet indicatif dessert l'arrondissement de Manhattan de la ville de New York.
La carte ci-contre indique en rouge le territoire couvert par l'indicatif 212.
L'indicatif régional 212 fait partie du Plan de numérotation nord-américain.